# Sequela (teologia)
La sequela, termine di origine tardo-latina che deriva da sequi («seguire»), esprime nel contesto teologico un atteggiamento di dedizione e obbedienza nei riguardi di Dio, con particolare attenzione e aderenza alla condotta di Gesù Cristo, sul modello degli apostoli e dei primi discepoli, che accolsero la chiamata diretta di Gesù (cf. Marco 1,17-18: «Disse loro: "Seguitemi, vi farò diventare pescatori di uomini". E subito, lasciate le reti, lo seguirono»).
Mettersi alla sequela di Cristo significa accoglierne pienamente la parola e seguirne con fede l'esempio, secondo gli insegnamenti del Vangelo, fino al sacrificio di sé, alla passione e alla croce. Ogni cristiano è chiamato a ciò (cf. Matteo 10,38: «Chi non prende la sua croce e non mi segue, non è degno di me»).
Nell'ambito della teologia del XX secolo, il concetto di sequela risulta centrale nel pensiero di Dietrich Bonhoeffer, oppositore e vittima del nazismo. La sua opera più diffusa, Vita comune (1939), descrive gli elementi che contraddistinguono l'esistenza quotidiana del cristiano, entro la prospettiva di una «teologia della sequela». Inoltre, nell'opera Sequela (1937), egli parla di «grazia a caro prezzo (teure Gnade), perché chiama alla sequela (Nachfolge)».